# Antrozous pallidus
Antrozous pallidus — вид рукокрилих, родини Лиликові. Етимологія: грец. ἄντρον — «печера», грец. ζωής — «проживаючий»; лат. pallidus — «блідий». Другий вид у роді — Antrozous koopmani.

## Поширення, поведінка
Країни поширення: Канада (Британська Колумбія), Куба, Мексика, США. Поширений у посушливих і напівпосушливих скелястих, гірських, лучних районах і поблизу води. Antrozous pallidus є унікальним типом кажанів, тому що може контролювати температуру свого тіла і урівноважити її з навколишнім середовищем в ході зимової сплячки та під час відпочинку. В основному сплять в ущелинах скель і в будівлях. Поживою, значною мірою, служать жуки, коники і молі, але також споживає скорпіонів і нелітаючих членистоногих, таких як цвіркуни.

## Морфологія
Морфометрія. Загальна довжина від 92 до 135 мм, хвіст довжиною від 35 до 53 мм, довжина задньої стопи від 11 до 16 мм, довжина вух від 21 до 37 мм, довжина передпліччя від 45 до 60 мм. Маси тіла (в г) коливається від 13,6 до 24,1 для самців і 13,9 до 28,9 для самиць.
Опис. Antrozous pallidus це великий, світлий кажан з великими, відстовбурченими вухами. 
| Зубна формула   |
| --------------- |
| I 1 C 1 P 1 M 3 |
| I 2 C 1 P 2 M 3 |

## Генетика, відтворення
2n=46, FN=50. Спарювання відбувається в кінці осені або на початку зими. Пологи зазвичай відбуваються у великих материнських колоніях в травні і червні. Однорічні самиці народжують єдиного потомка, в той час як старіші самиці можуть народити двійню. Кажанята народжуються безволосими із закритими вухами та очима. Слух з'являється приблизно в 6 днів, очі відкриваються в 2-5 днів. Через 18 днів молодь повністю вкривається волоссям з хутром темнішим, ніж у дорослих. Через 4-5 тижнів молодь робить перші льотні проби. Через 8 тижнів вони досягають ваги дорослої тварини. У цей час кажанята перестають годуватись молоком.